# Эссомба, Тити
Рене́ Вилья́м (Тити́) Эссомба́ (фр. René William "Titi" Essomba; род. 23 июня 1986 или 23 мая 1986, Яунде) — камерунский футболист.

## Биография
До прихода в Европу Тити Эссомба выступал за 2 камерунских клуба. Потом в 2006 году перешёл в финский клуб «АС Оулу», там провёл один сезон, сыграв 36 матчей и забив 3 гола.
В 2008 году он перешёл другой финляндский клуб «Рованиеми», где провёл один год, сыграв в 24 матчах и забив 5 голов. В 2009 году Эссомба вернулся в «Оулу», там провёл несколько недель.
В 2009 году летное трансферное окно пришло предложение из казахстанского клуба «Тараз», и он принял его. В «Таразе» он в 14 играх забил 6 голов, в матче с «Кызылжаром» Эссомба оформил хет-трик.
В 2010 году футболист был куплен чемпионом Казахстана ФК «Актобе».
В апреле 2011 года камерунец срочно уехал домой поменять паспорт, но с тех пор пропал из виду своей команды и общественности.
Во второй половине сезона 2011 выступал за клуб первого дивизиона Казахстана «Актобе-Жас».
В январе 2012 года подписал контракт с павлодарским клубом «Иртыш», однако по окончании сезона не смог договориться с руководством клуба об условиях продления соглашения.
В начале 2013 года подписал контракт на 1 год с «Таразом».

## Достижения
- Серебряный призёр чемпионата Казахстана: 2010, 2012
- Финалист Кубка Казахстана: 2012, 2013
- Обладатель Суперкубка Казахстана: 2010